# Minami-ke
Minami-ke (みなみけ, littéralement La famille Minami) est un manga de Koharu Sakuraba. Le manga est publié depuis 2004 dans l'hebdomadaire Young Magazine.
Il a été adapté en anime produit par le studio Daume, et diffusé sur TV Tokyo depuis octobre 2007. Il existe trois saisons supplémentaires. Les deux premières, nommées Minami-ke: Okawari et Minami-ke: Okaeri, ont été réalisées par le studio Asread, et la troisième, nommée Minami-ke: Tadaima, est réalisée par le studio Feel.

## Synopsis
L'œuvre présente des tranches de la vie quotidienne des 3 sœurs Minami qui vivent seules dans un appartement. Quiproquos et gags qui s'enchaînent rendant la vie de ces trois sœurs toujours plus délirante et euphorisante.

## Personnages

### Les trois sœurs
Haruka Minami (南春香)
Voix japonaise : Rina Satō
Haruka, l'aînée de la famille s'occupe en grande partie des tâches de la maison, souvent aidée par Chiaki.
Au Collège, Haruka était connue sous le nom de "Bancho", l'élève la plus respectée ou la plus forte, alors qu'elle est de nature douce et aimable.
"Haru" signifie printemps en japonais.
Kana Minami (南夏奈)
Voix japonaise : Marina Inoue
Kana est en deuxième année de collège. À la fois dynamique et paresseuse, Kana préfère passer son temps à s'amuser plutôt qu'à étudier et cuisiner (ce qui explique son faible niveau pour préparer des plats). Avec son tempérament de feu et son énergie inépuisable, elle apporte toujours de l'animation dans la maison.
Naïve, elle croit que la lettre d'amour de Fujioka est une lettre de défi (surtout à cause de Chiaki).
Chiaki Minami (南千秋)
Voix japonaise : Minori Chihara
Chiaki est à l'école primaire en 5-2 (référence à Kyō no go no ni) ; contrairement à Kana, elle est studieuse, ce qui explique toutes ses bonnes notes. Chiaki éprouve un grand respect envers Haruka (grâce à toutes les tâches ménagères dont elle s'occupe), prenant ainsi exemple sur elle. Respect qu'elle ne redirige pas sur sa deuxième grand sœur dont le caractère est opposé à celui d'Haruka, il lui arrive même parfois de la manipuler.

## Manga

### Liste des volumes
| no                                                        | Japonais         | Japonais          |
| no                                                        | Date de sortie   | ISBN              |
| --------------------------------------------------------- | ---------------- | ----------------- |
| 1                                                         | 5 novembre 2004  | 4-06-361286-4     |
| 2                                                         | 4 novembre 2005  | 4-06-361377-1     |
| Extra : Le tome 2 est sorti en édition limitée au Japon.  |                  |                   |
| 3                                                         | 6 novembre 2006  | 4-06-361484-0     |
| Extra : Le tome 3 est sorti en édition limitée au Japon.  |                  |                   |
| 4                                                         | 6 septembre 2007 | 978-4-06-361593-7 |
| 5                                                         | 17 mars 2008     | 978-4-06-361653-8 |
| Extra : Le tome 5 est sorti en édition limitée au Japon.  |                  |                   |
| 6                                                         | 23 juin 2009     | 978-4-06-361795-5 |
| Extra : Le tome 6 est sorti en édition limitée au Japon.  |                  |                   |
| 7                                                         | 6 juillet 2010   | 978-4-06-361901-0 |
| Extra : Le tome 7 est sorti en édition limitée au Japon.  |                  |                   |
| 8                                                         | 4 mars 2010      | 978-4-06-382006-5 |
| Extra : Le tome 8 est sorti en édition limitée au Japon.  |                  |                   |
| 9                                                         | 4 novembre 2011  | 978-4-06-382097-3 |
| Extra : Le tome 9 est sorti en édition limitée au Japon.  |                  |                   |
| 10                                                        | 5 octobre 2012   | 978-4-06-382225-0 |
| Extra : Le tome 10 est sorti en édition limitée au Japon. |                  |                   |
| 11                                                        | 6 août 2013      | 978-4-06-382337-0 |
| Extra : Le tome 11 est sorti en édition limitée au Japon. |                  |                   |
| 12                                                        | 6 août 2014      | 978-4-06-382508-4 |
| Extra : Le tome 12 est sorti en édition limitée au Japon  |                  |                   |
| 13                                                        | 1er mai 2015     | 978-4-06-382607-4 |
| Extra : Le tome 13 est sorti en édition limitée au Japon. |                  |                   |
| 14                                                        | 4 mars 2016      | 978-4-06-382744-6 |
| 15                                                        | 5 août 2016      | 978-4-06-382830-6 |
| 16                                                        | 6 juin 2017      | 978-4-06-382978-5 |
| 17                                                        | 5 juin 2018      | 978-4-06-511644-9 |
| 18                                                        | 5 avril 2019     | 978-4-06-515198-3 |
| 19                                                        | 4 octobre 2019   | 978-4-06-517292-6 |
| 20                                                        | 5 juin 2020      | 978-4-06-519988-6 |
| 21                                                        | 4 décembre 2020  | 978-4-06-521723-8 |
| 22                                                        | 6 juillet 2021   | 978-4-06-523988-9 |

## Anime

### Minami-ke

#### Génériques
Générique d'ouverture
Keikenchi Joshochu☆ chanté par Minori Chihara, Rina Satō et Marina Inoue.
- Auteur des paroles : Uran
- Composition/arrangement : Kaoru Okubo

Générique de fin
Colorful Days chanté par Rina Satō, Marina Inoue, et Minori Chihara
- Auteur lyrique : Uran
- Composition par : Akirahiko Yamaguchi
- Arrangement par : Tomoki Kikuya

### Minami-ke Okawari
Bien que cette 2e saison change un peu au niveau du chara-design, il s'agit bel et bien de la suite de la première saison.

#### Génériques
Générique d'ouverture
- Kokoro no Tsubasa (ココロノツバサ)

Chanté par : Rina Satō, Marina Inoue, et Minori Chihara
Générique de fin
- Sono Koe Ga Kiki Takute (その声が聞きたくて)

Chanté par : Rina Satō, Marina Inoue, et Minori Chihara

### Minami-ke Okaeri
3e saison de la série produite par le même studio que la saison précédente.

#### Génériques
Générique d'ouverture
- "Keikenchi Soku Jōjō↑↑" (経験値速上々↑↑?)

Chanté par : Rina Satō, Marina Inoue, et Minori Chihara
Générique de fin
- "Zettai Colorful Sengen" (絶対カラフル宣言?)

Chanté par : Rina Satō, Marina Inoue, et Minori Chihara

### Minami-ke Tadaima

#### Génériques
Générique d'ouverture
- "Shiawase High Tension" (シアワセ☆ハイテンション↑↑?)

Chanté par : Rina Satō, Marina Inoue, et Minori Chihara
Générique de fin
- "Kyūsekkin Lucky Days" (急接近ラッキーDAYS?)

Chanté par : Rina Satō, Marina Inoue, et Minori Chihara